# Équipe des Tuvalu de rugby à XV
L'équipe des Tuvalu de rugby à XV rassemble les meilleurs joueurs de rugby à XV des Tuvalu et est membre de la Federation of Oceania Rugby Unions.